# Bitva u Týnce
Bitva u Týnce se odehrála 22. srpna 1423 v blíže neurčité lokalitě u Týnce nad Labem vzdáleného přibližně 13 kilometrů od centra Kolína. Oddíl pražského hejtmana Haška z Valdštejna, jenž se po bitvě u Strachova dvora stáhl za kolínské hradby, zde na hlavu porazil odřad hradeckých husitů pod velením Matěje Lupáka, který táhl na pomoc vojsku Jana Žižky, toho času obleženému v Čáslavi.

## Předehra
Počátkem roku 1423 se za dosud ne zcela jasných okolností rozešel slepý hejtman Jan Žižka s některými předáky táborské obce a své působiště přesunul do východních Čech. V polovině června pak využil nepřítomnosti pražského vojska, které se právě zdržovalo na Moravě a za podpory radikálního kněze Ambrože ovládl pražský Hradec Králové, k němuž se záhy přidaly i Dvůr Králové a Jaroměř. Po zprávě o ztrátě těchto městských základen se pražské vojsko okamžitě vrátilo do Čech a utkalo se s Žižkou v bitvě u Strachova dvora. Při této konfrontaci však utrpělo značnou porážku a jeho předáci se rozprchli do okolních hradů a měst. Je známo, že Diviš Bořek z Miletínka ustoupil do Kunětické hory a Hašek z Valdštejna pravděpodobně zamířil do Kolína, odkud vysílal na všechny strany žádost o pomoc. Žižka obratem využil strategicky vhodné situace a obsadil město Čáslav. Zanedlouho ovládl i Kutnou Horu, kterou však záhy opustil a vrátil se zpět k Čáslavi, kde jej v příštích dnech oblehli znovu zformovaní pražané. Patrně někdy v těchto dnech slepý hejtman požádal o posilu hradecké orebity, kteří mu spolu s Jaroměřskými na pomoc vyslali oddíl pod velením hejtmana Matěje Lupáka. Pohyb tohoto uskupení však neunikl pozornosti Haška z Valdštejna, jenž proti výpravě vyrazil v čele ozbrojenců, kteří se shromáždili v Kolíně.

## Bitva
Zprávy o střetnutí u Týnce nad Labem jsou velmi kusé a leze se z nich dozvědět jen nepatrné množství informací. Všechny pocházejí z jediného zdroje, kterým je soubor drobných kronik, psaných od sklonku bojovného husitství, jež historik František Palacký jako první soustředil do jediného díla pod názvem Staré letopisy české. 
| „                                  | Tu také u Týnce bliz u Hory Lupáč, hajptman táborský, s svými jest přemožen od pražan a potom Žižka v Čáslavi jest obležen. | “ |
| — Staré letopisy české – rukopis A | |   |

| „                                  | A pak tu neděli po Matce boží Lupák z Jaromíře a s Hradčany táhli do Čáslavě Žižkovi na pomoc. I vytáhli proti nim z Kolína Haškovici i udeřili na ně u Týnce, i přemohli je, jedny zbili a druhé zjímali a Lupáka Černín zabil v konopích. | “ |
| — Staré letopisy české – rukopis B | |   |

| „                                  | Téhož léta Matěj Lupák s Hradčany v neděli po Veliké matce boží táhli na pomoc Žižkovi z Čáslavi. I vytáhli proti nim z Kolína a z Zálabí a zabili Matěje Lupáka a Hradčany zbili a zjímali na tři sta lidu. | “ |
| — Staré letopisy české – rukopis S | |   |

 Jakým způsobem Hašek z Valdštejna udeřil na protivníka se lze pouze dohadovat. Není vyloučeno, že Hradecké sledoval zpovzdálí a zaútočil teprve ve chvíli, kdy se snažili překonat Labe. Tím jim prakticky nedal šanci k razantnější obraně a zajistil si naprosté vítězství. K tomu přispěla i smrt Matěje Lupáka, jehož zabil Jan Černín z Mlázovic, muž, který bude v roce 1434 pověřen velením nad bojovými vozy panské jednoty v bitvě u Lipan.

## Důsledky
Výsledek bitvy jako takový nepřinesl strategickou výhodu, potažmo nevýhodu, ani jedné ze zúčastněných stran. V důsledku byly události u Labe jen jakýmsi dílčím vyvrcholením první epizody války mezi pražany a formujícím se východočeským husitským svazem a pro další vývoj situace patrně neměly větší význam. Situaci však nelze vyhodnotit jednoznačně, neboť prameny o tomto období husitských dějin jsou nedostatečné a málo konkrétní. Ze zpráv letopisců si lze domyslet jen tolik, že obě husitské frakce po střetnutí u Týnce a neúspěšném obléhání Čáslavi pravděpodobně uzavřely příměří, neboť v následujících týdnech Jan Žižka opustil Čechy a podnikl vojenský výpad na Moravu.